# Oxyduc
Un oxyduc ou oxygénoduc est une canalisation transportant de l'oxygène sous forme liquide ou gazeuse.
Les oxyducs sont généralement associés aux azoducs, aussi appelés nitrogénoducs. Ces deux types de canalisations spécialisées représentent un réseau dont la longueur mondiale totalise environ 8 500 km. Selon une estimation de 1996, 5 500 km sont exploités par Air liquide, 1 200 km par Air Products, 1 120 km par Praxair et 500 km par Messer.  Ces ouvrages se trouvent en en Allemagne, dans le Benelux, aux États-Unis, en France (dans le Nord et en Lorraine), au Royaume-Uni et en Italie. 
En France, environ 45 % de la production industrielle de dioxygène est acheminée par canalisation.